# Стрежевой (аеропорт)
Аеропорт Стрежевой (IATA: SWT, ICAO: UNSS) - аеропорт у Росії, за 4 км на південний схід від міста Стрежевой

## Типи повітряних суден, що приймає аеропорт
Ан-12, Ан-24, Ан-26, Ан-28, Ан-30, Ан-32, Ан-72, Ан-74, Л-410, Ту-134, Як-40, Як-42, BAe-146, ATR 42, ATR 72, Bombardier CRJ, Bombardier Dash 8, Embraer EMB 120 Brasilia, Embraer ERJ-145, Embraer E-190, Sukhoi Superjet 100 і легші, гелікоптери всіх типів.